# Chrysopilus ugensis
Chrysopilus ugensis är en tvåvingeart som beskrevs av Akira Nagatomi 1968. Chrysopilus ugensis ingår i släktet Chrysopilus och familjen snäppflugor. Inga underarter finns listade i Catalogue of Life.